# 热里
热里（法語：Géry，法語發音：[ʒeʁi]）是法国默兹省的一个市镇，位于该省中南部，属于巴勒迪克区。

## 地理
热里（48°46'51"N, 5°17'41"E）面积4.8 平方千米，位于法国大東部大區默兹省，该省份为法国西北部内陆省份，北与比利时接壤，西接马恩省和阿登省，南至上马恩省和孚日省，东临默尔特-摩泽尔省。
与热里接壤的市镇（或旧市镇、城区）包括：埃里兹圣迪济耶、拉瓦莱、卢瓦塞。

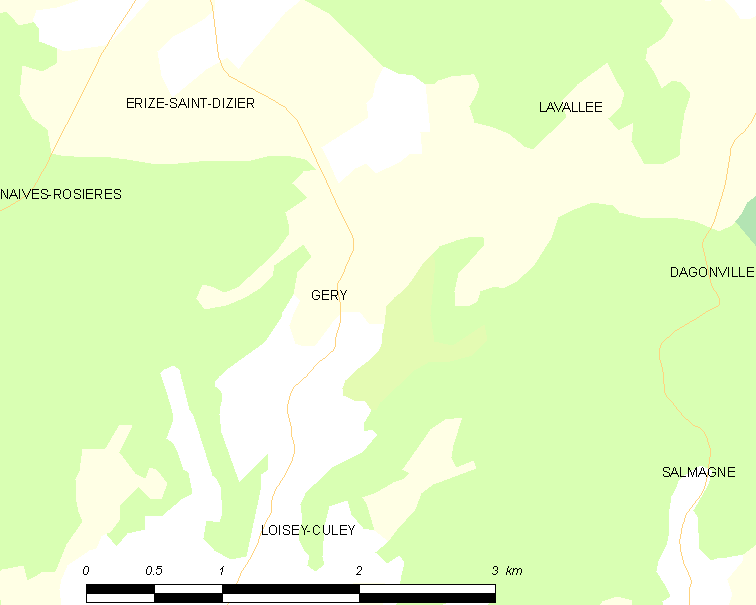
热里的OSM定位图

热里的时区为UTC+01:00、UTC+02:00（夏令时）。

## 行政
热里的邮政编码为55000，INSEE市镇编码为55207。

## 政治
热里所属的省级选区为巴勒迪克第一县。

## 人口

1962-2008年间热里人口变化图示

热里于2022年1月1日时的人口数量为54人。